# Profeta Gentileza
José Datrino, mais conhecido como Profeta Gentileza (Cafelândia, 11 de abril de 1917 – Mirandópolis, 29 de maio de 1996), foi um pregador urbano brasileiro, que se tornou conhecido por fazer inscrições peculiares nas pilastras do Viaduto do Gasômetro, no Rio de Janeiro, e se tornou uma espécie de personalidade daquela cidade. Andava pela Zona Central com uma túnica branca e longa barba.
"Gentileza gera gentileza" é sua frase mais conhecida.

## Infância
Com mais de onze anos teve uma infância de muito trabalho, na qual lidava diretamente com a terra e com os animais. Para ajudar a família, puxava carroça vendendo lenha nas proximidades. O campo o ensinou a amansar burros para o transporte de carga. Tempos depois, como profeta Gentileza, se dizia "amansador dos burros homens da cidade que não tinham esclarecimento".
Desde sua infância, era possuidor de um comportamento atípico. Por volta dos treze anos de idade, passou a ter premonições sobre sua missão na terra, na qual acreditava que um dia, depois de constituir família, filhos e bens, deixaria tudo em prol de sua missão. Este comportamento causou preocupação em seus pais, que chegaram a suspeitar que o filho sofria de algum tipo de loucura, chegando a buscar ajuda em curandeiros espirituais.
Em 17 de dezembro de 1961, ocorreu a Tragédia do Gran Circus Norte-Americano, em Niterói, no Rio de Janeiro, considerada uma das maiores fatalidades em todo o mundo circense. Neste incêndio morreram mais de 500 pessoas, a maioria, crianças. Na antevéspera do Natal, seis dias após o acontecimento, José acordou alegando ter ouvido "vozes astrais", segundo suas próprias palavras, que o mandavam abandonar o mundo material e se dedicar apenas ao mundo espiritual. O Profeta pegou um de seus caminhões e foi para o local do incêndio onde hoje encontra-se a Policlínica Militar de Niterói. Plantou jardim e horta sobre as cinzas do circo em Niterói, local que um dia foi palco de tantas alegrias, mas também de muita tristeza. Aquela foi sua morada por quatro anos. Lá, incutiu nas pessoas o real sentido das palavras Agradecido e Gentileza. Foi um consolador voluntário, que confortou os familiares das vítimas da tragédia com suas palavras de bondade. Daquele dia em diante, passou a se chamar "José Agradecido" ou "Profeta Gentileza".

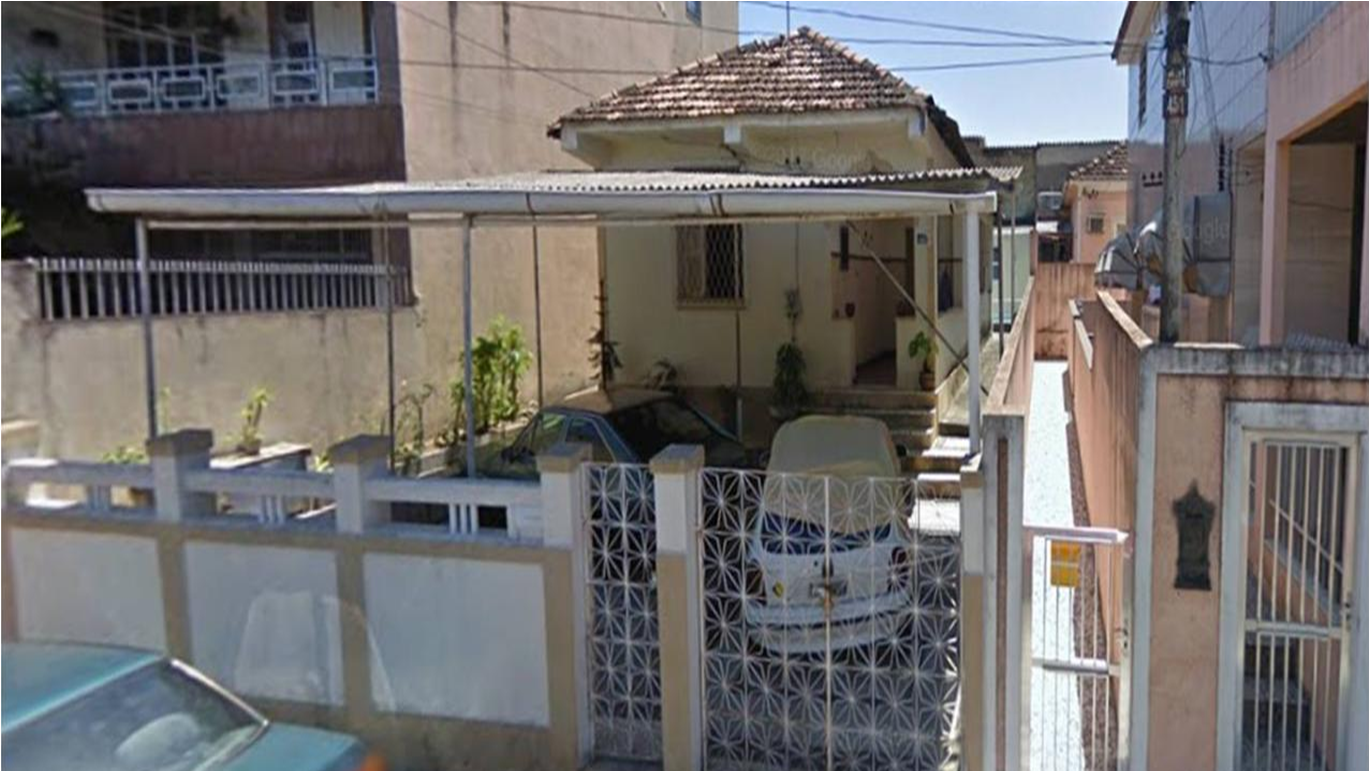
Casa onde residiu o Profeta Gentileza no Rio de Janeiro. Localizada no bairro de Guadalupe, na Rua Manoel Barata, 441 (Foto de 2010)

Contrariando a lenda popular, Gentileza sempre reafirmava: "Sou papai de cinco filhos, três femininos e dois masculinos, não perdi ninguém no incêndio do circo!".
Após deixar o local que foi denominado "Paraíso Gentileza", o profeta Gentileza começou a sua jornada como personagem andarilho. A partir de 1970, percorreu toda a cidade. Era visto em ruas, praças, nas barcas da travessia entre as cidades do Rio de Janeiro e Niterói, em trens e ônibus, fazendo sua pregação e levando palavras de amor, bondade e respeito pelo próximo e pela natureza a todos que cruzassem seu caminho. Aos que o chamavam de louco, ele respondia: - "Sou maluco para te amar e louco para te salvar". O Profeta Gentileza, também oferecia, em gesto de gentileza, flores e rosas para as pessoas que cruzavam seu caminho nas ruas do Rio de Janeiro.
O segundo filho de imigrantes italianos, seu verdadeiro nome era José Datrino, nascido em 1917. Antes de tornar-se “Profeta Gentileza”, Datrino possuía uma empresa de transporte de cargas e residia, com sua família, no bairro de Guadalupe. O Profeta Gentileza também morou na cidade de Conselheiro Lafaiete, em Minas Gerais, onde fazia pregações de frente ao prédio onde está instalado o INSS, isso ocorreu por volta dos anos 1977 e 1978. Fazia pregações e realmente chamava a atenção dos estudantes que falavam palavrões perto dele.

## Os murais

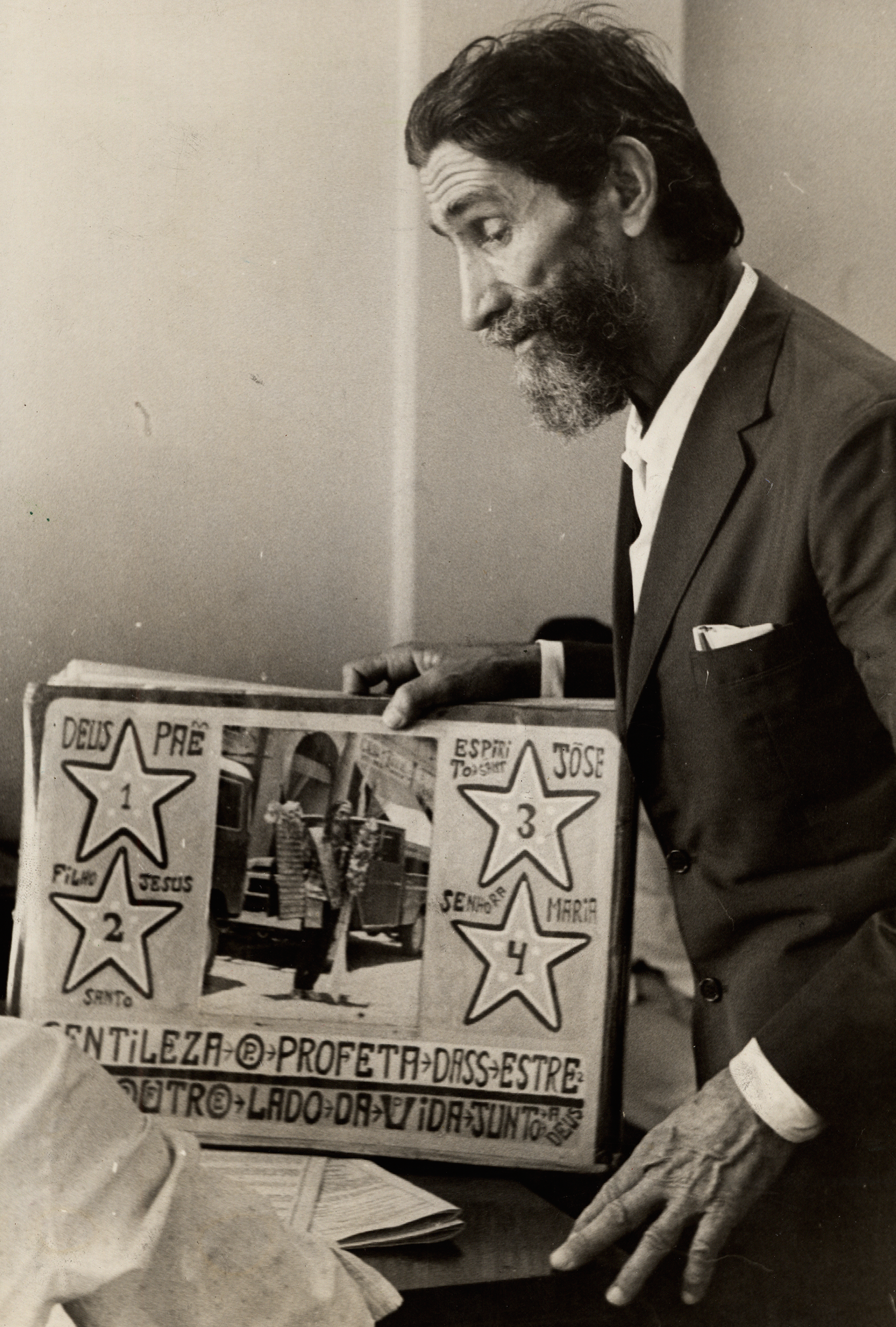
Profeta Gentileza, em 1971.

A partir de 1980, escolheu 56 pilastras do Viaduto do Gasômetro, que vai do Cemitério do Caju até o Terminal Rodoviário do Rio de Janeiro, numa extensão de aproximadamente 1,5 quilômetros. Encheu as pilastras com inscrições em verde-amarelo propondo sua crítica do mundo e sua alternativa ao mal-estar da civilização.
Durante a Conferência das Nações Unidas sobre Meio Ambiente e Desenvolvimento (Eco-92), colocava-se estrategicamente no lugar por onde passavam os representantes dos povos e incitava-os a viverem a gentileza e a aplicarem gentileza em toda a Terra.
A partir de 2000, os murais foram tombados pelos órgãos de proteção da prefeitura do Rio de Janeiro, entretanto, em 2016, sofreram atos de vandalismo.

## Morte e legado
Em 28 de maio de 1996, aos 79 anos, morreu em Mirandópolis, cidade de seus familiares, onde foi sepultado.
Com o decorrer dos anos, os murais foram danificados por pichadores, sofreram vandalismo e, mais tarde, foram cobertos com tinta de cor cinza pela Prefeitura do Rio de Janeiro. A eliminação das inscrições foi criticada e, posteriormente, a cidade do Rio de Janeiro ajudou a organizar o projeto "Rio com Gentileza", com o objetivo restaurar os murais das pilastras, que ela própria havia destruído antes. Começaram a ser recuperadas, em janeiro de 1999. Em maio de 2000, a restauração das inscrições foi concluída e o patrimônio urbano carioca foi preservado.
No final de 2000, foi publicado pela EdUFF (Editora da Universidade Federal Fluminense) o livro "Brasil: Tempo de Gentileza", de autoria do professor Leonardo Guelman. A obra introduz o leitor no "universo" do profeta Gentileza através de sua trajetória, da estilização de seus objetos, de sua caligrafia singular e de todos os 56 painéis criados por ele, além de trazer fatos relacionados ao projeto "Rio com Gentileza" e descrever as etapas do processo de restauração dos escritos. O livro é ricamente ilustrado com inúmeras fotografias, principalmente do profeta e de seus penduricalhos e painéis. Além de fotos do próprio profeta Gentileza trabalhando junto a algumas pilastras, existem imagens dos escritos antes, durante e após o processo de restauração.
Em 2001, foi homenageado pela escola de samba Acadêmicos do Grande Rio.
Em Conselheiro Lafaiete, cidade do interior de Minas Gerais, há um amplo trabalho feito pela ONG AMAR que dá continuidade ao trabalho do Profeta Gentileza. Foram desenvolvidas oficinas com jovens da cidade, onde foi possível repassar as técnicas de mosaico. Além disso, um grande muro no bairro São João recebeu uma linda aplicação de mosaico. E a praça São Pedro, no bairro Albinopólis, foi toda decorada seguindo o exemplo do Profeta Gentileza.
Em 2022, a Prefeitura do Rio anunciou que o novo terminal de VLT, BRT e ônibus localizado nas proximidades das suas pinturas terá o nome de Terminal Intermodal Gentileza (TIG). O terminal foi inaugurado em 23 de fevereiro de 2024.

## Nas artes
Gentileza foi homenageado na música pelo compositor Gonzaguinha, nos anos 1980; e também pela cantora Marisa Monte, nos anos 1990. As duas canções levam o nome Gentileza.
A canção de Gonzaguinha mostrava uma homenagem ao profeta, como se vê no trecho: "Feito louco / Pelas ruas / Com sua fé / Gentileza / O profeta / E as palavras / Calmamente / Semeando / O amor / À vida / Aos humanos". A canção de Marisa Monte, por sua vez, além de incentivar os valores pregados pelo profeta (no trecho "Nós que passamos apressados / Pelas ruas da cidade / Merecemos ler as letras / E as palavras de Gentileza"), retrata os danos ocorridos contra os murais, como diz o trecho: "Apagaram tudo / Pintaram tudo de cinza / Só ficou no muro / Tristeza e tinta fresca".
Em 2000, em Mirandópolis, São Paulo, onde o profeta está enterrado, foi criada a primeira ONG da cidade: Gentileza Gera Gentileza, fundada por parentes e amigos que admiravam a filosofia de vida do Profeta. A ONG, além de lembrar a pessoa de José Datrino, em sua criação, tinha a missão de difundir educação e cultura em toda a região. Vários eventos foram feitos, como: Saraus Mensais Itinerantes, Encontros de Corais, Tardes Culturais para Crianças no Bosque da cidade, Participações em Eventos Escolares e um evento anual denominado "Gentileza Gera Gentileza", com música, teatro, poesia e dança, entre outros.
Em 2001, foi o enredo do Acadêmicos do Grande Rio, no carnaval do Rio de Janeiro, tal desfile é considerado até hoje um dos melhores da escola. Sendo de autoria do lendário Joãosinho Trinta. Em 2022, o Samba-enredo do desfile da Grande Rio fez uma referência ao Gentileza, no trecho "A voz do povo, profeta das ruas".
Em 2009, o profeta foi interpretado em participação especial pelo ator Paulo José, na novela Caminho das Índias, exibida pela TV Globo, de janeiro a setembro de 2009.

## Crenças
Gentileza denunciava o mundo, regido "pelo capeta capital que vende tudo e destrói tudo". Via no circo destruído uma metáfora do circomundo que também será destruído. Mas anunciava a "gentileza que é o remédio para todos os males". Deus é "Gentileza porque é Beleza, Perfeição, Bondade, Riqueza, a Natureza, nosso Pai Criador". Um refrão sempre voltava, especialmente nas 56 pilastras com inscrições na entrada da rodoviária Novo Rio no Caju: "Gentileza gera gentileza, amor". Convidava a todos a serem gentis e agradecidos. Anunciava um antídoto à brutalidade de nosso sistema de relações e, sob a linguagem popular e religiosa, um novo paradigma civilizatório urgente em toda a humanidade.
Houve um homem enviado ao Rio por Deus. Seu nome era José Datrino, chamado de Profeta Gentileza (1917-1996). Por mais de vinte anos circulava pela cidade com sua bata branca cheia de apliques e com seu estandarte, pregava nas praças e colocava-se nas barcas entre Rio e Niterói anunciando sem cansar: "Gentileza gera Gentileza". Só com Gentileza, dizia, superamos a violência que se deriva do "capeta-capital". Inscreveu seus ensinamentos ligados à gentileza em 56 pilastras do Viaduto do Caju, à entrada da cidade, recuperados sob a orientação do professor Leonardo Guelman que lhe dedicou um rigoroso trabalho acadêmico, acompanhado de vídeo e um belíssimo CD-ROM com o título "Universo Gentileza: a gênese de um mito contemporâneo".

## Controvérsia
Em artigo publicado pelo Jornal do Brasil, Marcelo Câmara, Jornalista, e Luíza Petersen, Professora, afirmam que na infância conheceram Gentileza, à época com 43 anos, e que ele seria um "caminhoneiro truculento", "moralista", "agressivo", que "vociferava, ofendia e amaçava espancar transeuntes"; segundo ambos, a polícia também chegava a ser chamada para 'acalmar' o Gentileza.

Estudioso da obra de Gentileza, Guelman debateu essa visão, defendendo a condição de profeta enquanto admite a "loucura" (sic) e internações psiquiátricas, bem como o moralismo e as frases inusitadas ("Capeta vem de origem capital, faz o diabo o demônio marginal, por esse motivo, a humanidade vive mal").